# Rathaus (Český Krumlov)

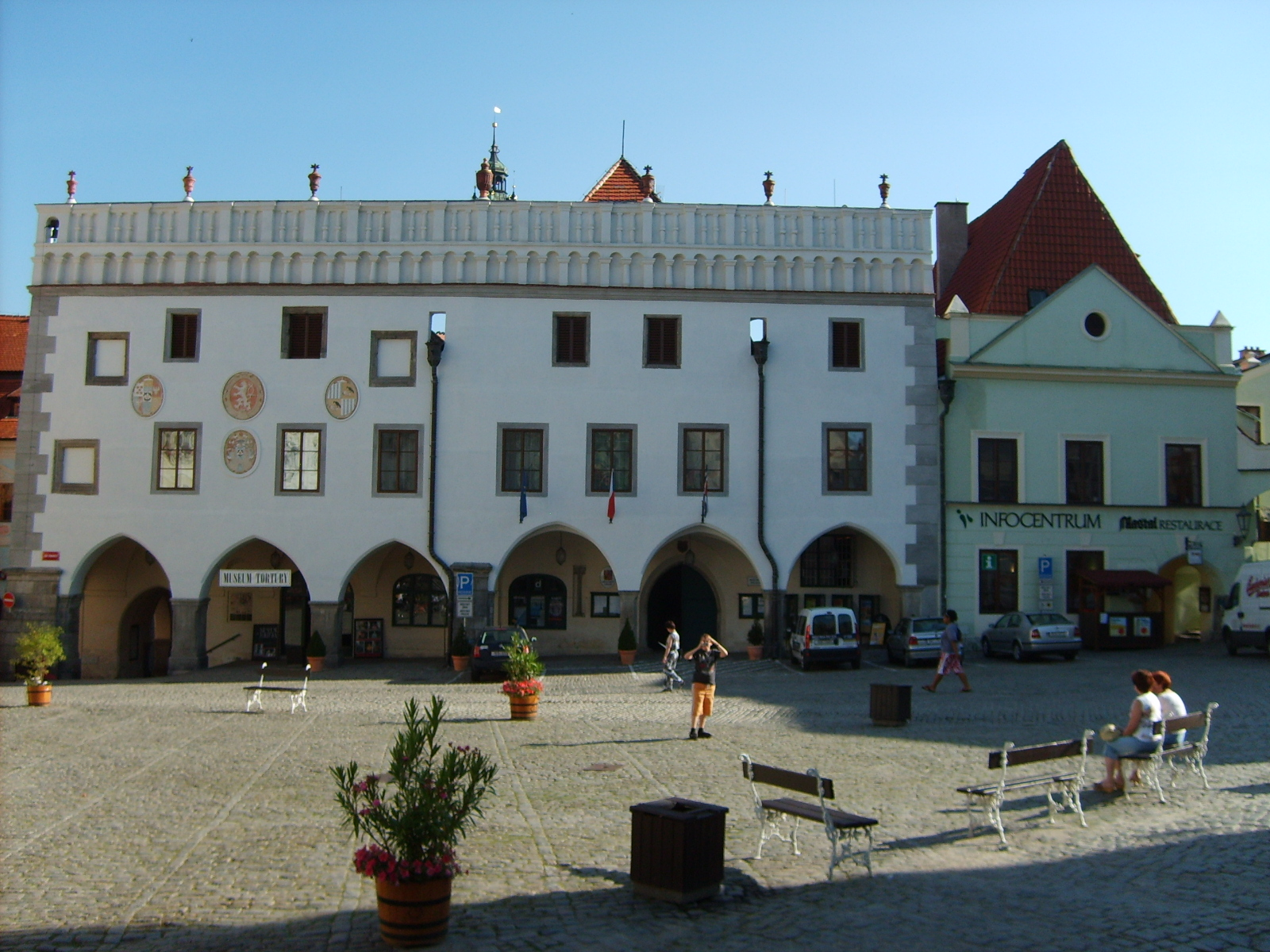
Rathaus in Český Krumlov

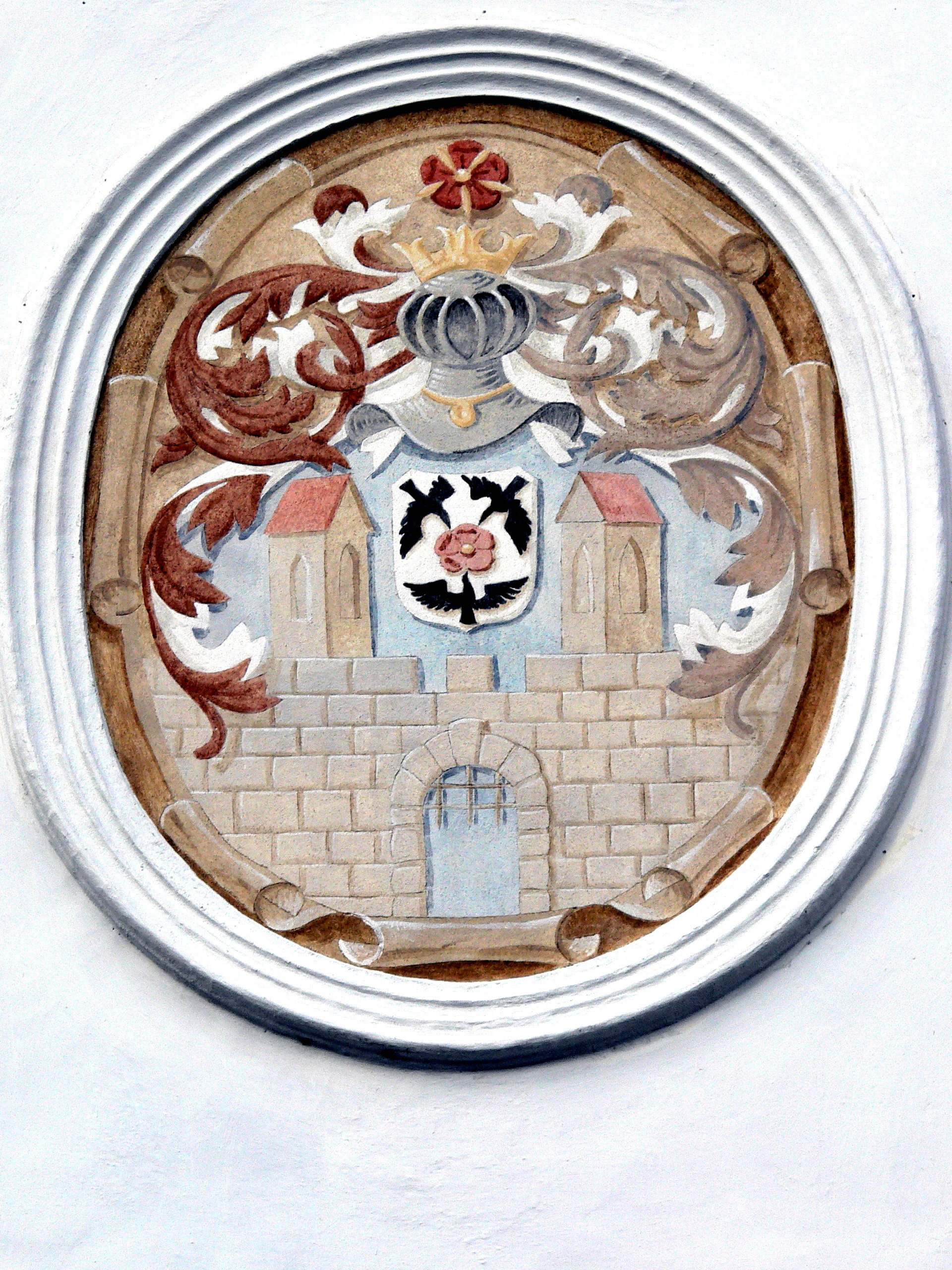
Stadtwappen

Das Rathaus in Český Krumlov (deutsch Krummau), einer Stadt in der Region Jihočeský kraj (Südböhmen) in Tschechien, wurde um 1598 in seiner heutigen Form errichtet. Das Rathaus an der Nordseite des Marktplatzes (Náměstí Svornosti) ist ein geschütztes Kulturdenkmal.

## Geschichte
Die Parzelle wurde um 1300 bebaut, als die Herren von Rosenberg von der Burg Rosenberg nach Krumau übersiedelten und den Grundriss der Stadt anlegten. Im Mittelalter existierten in der gegenwärtigen Rathausfront zwei selbstständige Bürgerhäuser.
Das Eckhaus wurde vom Abt Dietrich (Theodorich II.) vom Kloster Zlatá Koruna (Goldenkron) im Jahr 1309 erbaut. Während der Hussitenkriege gelangte das Gebäude ins Eigentum von Ulrich II. von Rosenberg. Ulrich verkaufte oder schenkte es im Jahre 1459 dem Edelmann Metlín von Metlín. Einer der Mitglieder dieser Familie, Peter Pryms, vermachte das Haus nach dem Tod seiner Gattin der ledigen Frau Voršila Mikulášová, was heftige Widerstände seitens der Familie, der Nachbarn und des Stadtrates hervorrief. Frau Mikulášová konnte ihre Ansprüche nicht durchsetzen, und das Gebäude gelangte an den reichen österreichischen Kaufmann und Stadtrat Andreas Teufel (Ondřej Teufl), dem die Stadt das Haus im Jahre 1597 abkaufte, um es zusammen mit dem benachbarten alten Rathaus in ein großes, neues Ratsgebäude umzuwandeln.
Trotz des Neubaus amtierten der Bürgermeister und die Stadträte weiterhin in den ursprünglichen Häusern. Erst im Jahre 1752 richtete der Syndikus Stejskal sein Büro im Rathaus ein, und 1791 zog auch der Bürgermeister dort ein.
In der Barockzeit wurde die Sgraffitoausschmückung mit einem neuen, weiß-braunen Putz abgedeckt. Die bogenförmigen Giebelaufsätze wurden 1796 (wahrscheinlich nach einem Sturm) komplett entfernt, stattdessen brachte man sieben Terrakottavasen an. Im Jahr 1805 sollte ein Turm ans Rathaus, das sich so sehr von allen anderen Rathäusern Böhmens unterscheidet, angebaut werden, wegen Finanzenmangel wurde dieses Vorhaben aber nicht verwirklicht. Die mittelalterlichen Fleischbänke (masné krámy) im Innenhof wurden erst in den Jahren 1938 bis 1940 abgerissen.
In den Jahren 1966, 1968, 1986 und 1997–1998 erfolgten umfangreiche Restaurierungen.

## Beschreibung
Das Rathaus ist ein dreigeschossiges Renaissancegebäude, dessen vier Satteldächer senkrecht zur Hausfront stehen. An der dem Hauptplatz zugewandten Stirnseite befindet sich im Erdgeschoß ein Laubengang mit sechs Spitzbögen und Kreuzgewölben. In den Obergeschossen sind neben 12 üblichen rechteckigen Fenstern auch drei Blindfenster im ursprünglich quadratischen Format zu sehen. Die Front wird durch eine hohe Attika mit zwei Bändern abgeschlossen, der noch sieben Rokokovasen aus gebranntem Ton aufgesetzt sind. Die Rathausfassade wird von vier Wappen geschmückt: das Wappen des Böhmischen Königreichs in der Mitte, darunter das Stadtwappen von Český Krumlov, links davon das Wappen der Familie Eggenberg und rechts jenes der Familie Schwarzenberg.
Auf den ersten Blick wirkt die nach 1597 errichtete Fassade einheitlich. Bei näherer Betrachtung erkennt man aber die unterschiedliche Höhe der beiden Teile des Laubenganges und vor allem die unterschiedlichen Stützpfeiler der Lauben. Die polygonalen, zierlichen Pfeiler auf der rechten Seite heben sich von den linken, einfachen Pfeilern, die vor dem ehemaligen Privathaus stehen, deutlich ab.

### Einrichtungen
Im Rathaus sind viele wertvolle Gegenstände untergebracht, z. B. drei vergoldete Schlüssel der Stadttore, die man der Obrigkeit bei der Einfahrt in die Stadt überreichte, die Stadtsiegel und das silberne Geschirr, das man bei den Festmahlen zu Ehren eines neu benannten Stadtrats oder bei anderen Festgelegenheiten benutzte.
Gegenwärtige Nutzung:
- Stadtamt (městský úřad) von Český Krumlov
- Stadtpolizei (městská policie)
- Tabaktrafik
- in den Kellerräumen befindet sich das Museum der Tortur und Folteranlagen (Muzeum útrpného práva, kurz muzeum tortury).

## Das älteste Rathaus
Zum Rathauskomplex gehört auch noch das rechte Eckhaus, das von den Hussitenkriegen bis 1519 als „ältestes Rathaus“ verwendet wurde und am Stadtplatz heute die Adresse Náměstí Svornosti 3 hat. Die Ratsräume befanden sich im Obergeschoss, während sich im Erdgeschoss Krämerläden befanden und vor dem Haus der Pranger stand. Das heruntergekommene Haus wurde 1519 vom geistlichen Schreiber Vaclav Maškovec erworben, der es von 1543 bis 1562 besaß und im Renaissancestil erneuern ließ. Das Haus besaß – wie viele weitere Häuser in Krumau – die Braugerechtigkeit, wie aus einer Steuervorschreibung von 1654 hervorgeht. Nach dem Brand von 1867 baute man das Haus um und richtete im Erdgeschoss zwei Geschäfte ein. Bei der Renovierung im Jahr 1981 wurde das heutige spätgotische Aussehen hergestellt. Heute befindet sich darin die Touristeninformation.